# Boeing KC-767
Boeing KC-767 je vojni strateški zrakoplov za nanadopunjavanje gorivom tijekom leta a razvijen je na osnovi Boeinga 767-200. Avio-cisterne su dobile oznaku KC-767A u 2002. godini nakon što su bile odabrane od strane Ratnog zrakoplovstva SAD-a kao zamjena za stariji KC-135Es. U prosincu 2003., ugovor je zamrznut, a kasnije otkazan zbog optužbe za korupciju.

## Povijesni razvoj
Boeing je svoju leteću cisternu KC-767AT razvio na osnovi komercijalnog Boeinga 767-200ER. U prostor namijenjen prijevozu tereta ugradili su dopunske spremnike za gorivo te su time u najvećoj poletnoj masi od 179.170 kg osigurali 91.625 kg goriva, što je tek jedan posto više u odnosu na nosivost goriva KC-135R. Boeing često ističe da je KC-767AT prilagođen i za popunu gorivom u zraku Bell-Boeingova V-22 aviona, što bi mu trebalo biti velika prednost. Osim nešto više od 91 tone goriva, a zbog činjenice da dodatni spremnici nisu ugrađivani u putnički prostor, KC-767AT može prevesti do 19 paleta tereta ili čak 200 putnika.
Iako je Ratno zrakoplovstvo SAD-a, zbog opisanih političkih razloga, moralo (privremeno) odustati od kupnje KC-767, on je već sada ostvario dobar izvozni uspjeh. Još 2001. Italija je odabrala ovu leteću cisternu kako bi izbjegla dodatne troškove za produženje poletno-sletnih staza i povećanje hangara. Za pogon su odabrali General Electricove turboventilacijske motore CF6-80C2 i promjenjivu putničko-teretnu kabinu koja standardno omogućava prijevoz deset paleta s teretom te još 97 putnika. Talijani su 2002. naručili četiri aviona. Nosivost im je 73.000 kg goriva. Opremljeni su jednim hose-and-drogue sustavom kapaciteta prekrcaja 1.815 kg/min, a pod svakim krilom imaju jedan podvjesnik za mekani prekrcaj goriva kapaciteta 1.200 kg/min. Oba su sustava proizvod tvrtke General Dynamics Aviation Services-a.
Istodobno s Italijom, i Japan je (vjerujući da je odabir KC-767 za američko ratno zrakoplovstvo gotova stvar) odabrao isti avion. Za razliku od Talijana, Japanci su se odlučili za drukčije opremanje kabine, koja je ili opremljena sjedalima ili služi isključivo za prijevoz tereta. Japanci su s KC-767 dobili "američke" dodatne spremnike za gorivo u trupu ispod putničkog prostora, te isključivo tvrdi sustav za prekrcaj goriva.
Još uvijek ne postoji službena potvrda da Ratno zrakoplovstvo Kolumbije ima dva 767-200ER konvertirana u leteće cisterne. Konverziju je obavila izraelska tvrtka Bedek. Ratno zrakoplovstvo Izraela također namjerava istoj tvrtki prepustiti konverziju nekoliko 767 kako bi zamijenili svoje ostarjele leteće cisterne Boeing 707.
Boeing je za KC-X natječaj Ratnog zrakoplovstva SAD-a ponudio KC-767AT koji je trebao imati "talijanski" kombinirani teretno-putnički prostor (s prostorom za 19 paleta), ali i dopunske spremnike za gorivo kao na japanskoj inačici. Za razliku od izvoznih aviona, američki su trebali pokretati turboventilacijski motori Pratt & Whitney PW4062, imati moderniju pilotsku kabinu, ojačano podvozje, te jaču vanjsku jedinicu za napajanje iz 767-400. Trebali su uz to dobiti i vlastiti sustav za dopunu gorivom u letu. Kao i japanski, i američki su KC-767AT trebali dobiti samo sustav za prekrcaj goriva u letu u repnom dijelu aviona, ali koji bi bio prilagođen za tvrdo i mekano prekrcavanje, bez dopunskih podvjesnika na krilu.